# نادي توماش باتا
نادي توماش باتا (بالإسبانية: Club Deportivo Thomas Bata)‏ هو ناد رياضي في تشيلي تأسس في 18 سبتمبر 1940 من قبل العمال في مصنع أحذية باتا المحلي وتوماش باتا هو مؤسس الشركة. ينافس النادي في عدة رياضات مثل كرة القدم، هوكي الدحرجة وكرة السلة. حقق بطولة كأس أمريكا الجنوبية لكرة السلة للأندية في سنة 1967.